# Малък зайцеподобен бандикут
Малък зайцеподобен бандикут (Macrotis leucura) е изчезнал вид бозайник от семейство Thylacomyidae.